# Agastache wrightii
Agastache wrightii är en kransblommig växtart som först beskrevs av Jesse More Greenman, och fick sitt nu gällande namn av Elmer Ottis Wooton och Paul Carpenter Standley. Agastache wrightii ingår i släktet anisisopar, och familjen kransblommiga växter. Inga underarter finns listade i Catalogue of Life.